# Minaret de Mudhafaria
Le minaret de Mudhafaria  aussi connu sous le nom de Choli Minaret est un minaret situé dans la ville d'Erbil dans la région du Kurdistan en Irak.

## Histoire
Le minaret de Mudhafaria a été construit entre 1190-1232, sous le règne de Saladin, à la demande du Sultan d'Erbil, Mudaffar Al-Din Abu Sa'eed Al-Kawkaboori aussi connu sous le nom de Gökböri. Mudaffar Al-Din était un influent émir et général de Saladin. Il était marié à sa sœur. Une inscription retrouvée au dessus de la porte ouest indique que l'architecte du minaret est al-Hājjī Mas‘ūd ibn Abī Sa‘d.

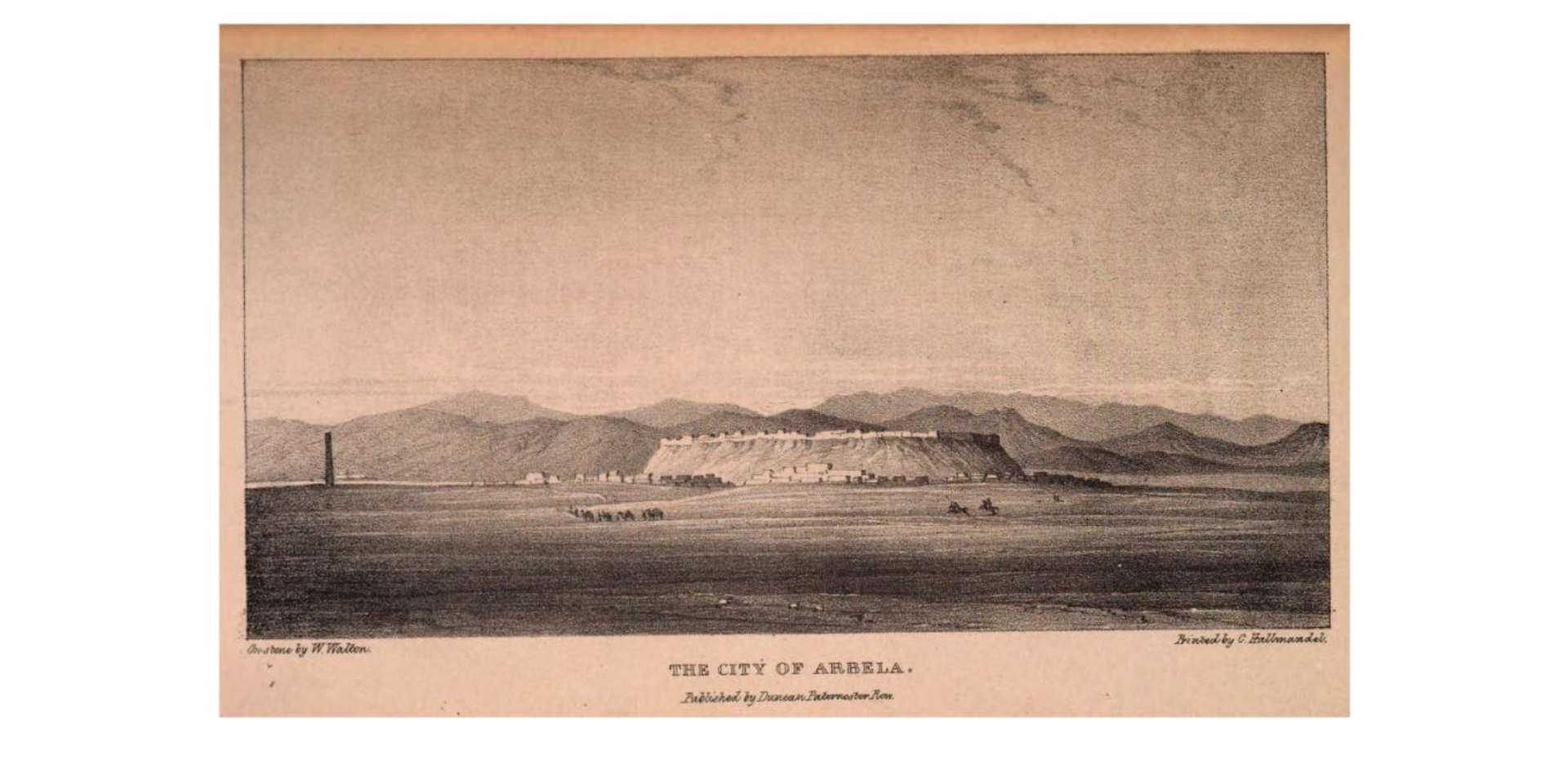
Citadelle d'Erbil, 1836, C. Rich

Sa partie supérieure a été détruite probablement au XIXe siècle. L'origine exacte de la destruction n'est pas connue.
Le minaret est la seule partie encore existante d'un quartier construit à l'ouest de la citadelle d'Erbil,. Les ruines ne sont plus visibles aujourd'hui, mais elles ont été documentées par des voyageurs européens du XIXe siècle comme Eugène Flandin et Claudius Rich et par l'archéologue allemand Ernst Herzfeld en 1920. Il s'agirait de la mosquée al-Jāmi‘ al-‘Atīq (ancienne mosquée) et d'au moins une madrassa. D'après les fouilles archéologiques menées depuis les années 1960 par différentes équipes, la mosquée serait antérieur au minaret et la madrassa à laquelle il semblait attaché au nord-ouest lui semble contemporaine,.
Le minaret est surnommé Choli (inhabité, isolé) car après la destruction du quartier qui l'entoure et jusqu'au XXe siècle le minaret était complètement isolé à environ 1km à l'ouest de la ville d'Erbil.

## Architecture

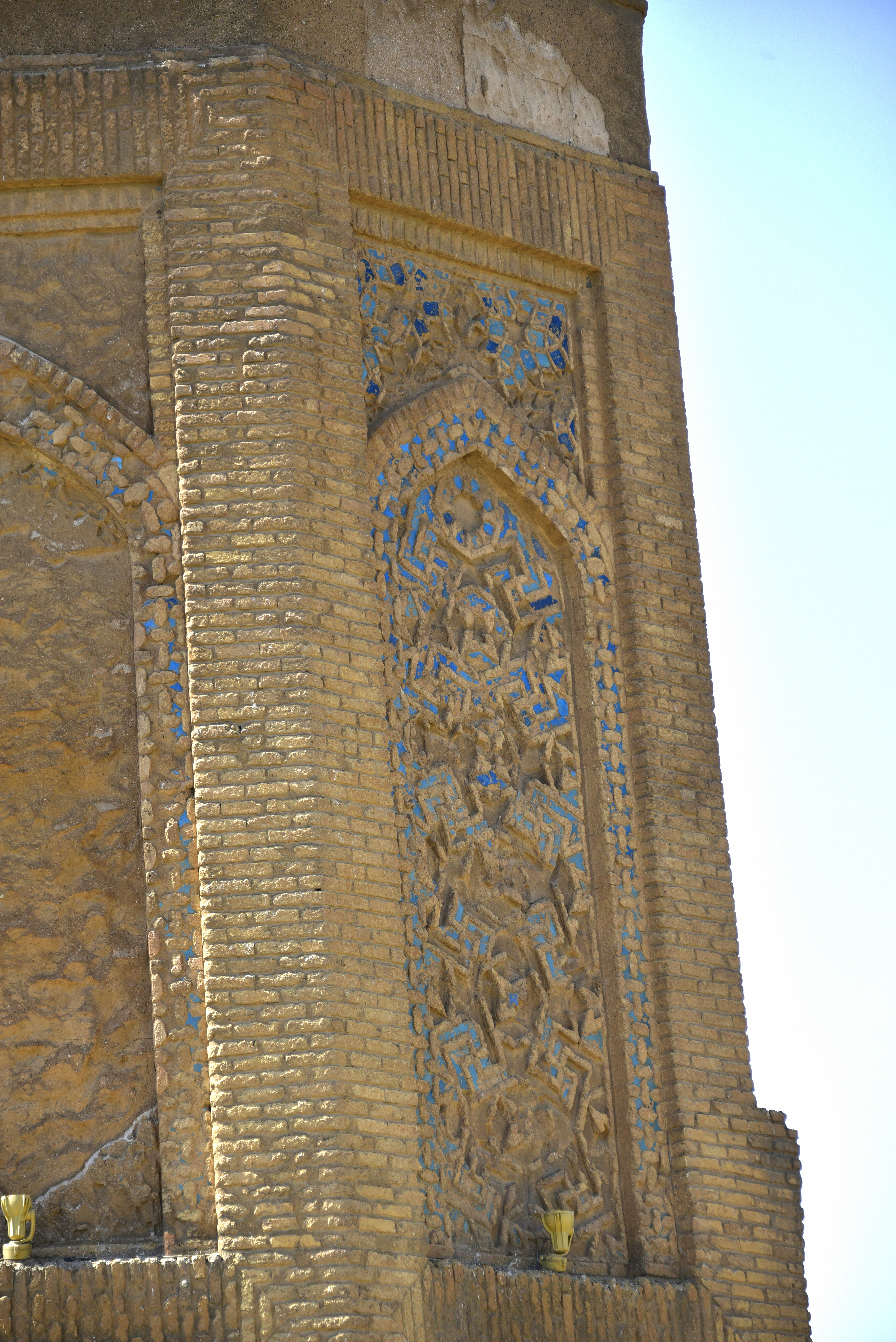
Niche du minaret et détails de céramique bleu égyptien

Le minaret de Mudhafaria mesure aujourd'hui 36m. Les archéologues estiment qu'il mesurait environ 45m avant que sa partie supérieure ne soit détruite.
Il est constitué d'une base octogonale de 12m surmontée d'un fût cylindrique de 23m. Un balcon sépare les deux parties. Une des faces de la base octogonales porte des traces d'une extension indiquant l'endroit où le minaret était attaché à un autre bâtiment du quartier. Deux portes permettent d'entrer dans le minaret, une à l'est et une à l'ouest.
Le haut du minaret est écarté de l'axe vertical d'environ 65cm. Le minaret abrite un escalier à double hélice .
L'édifice est construit en briques cuites à basse température.
Chaque face de la base du minaret contient des niches, les archéologues y ont retrouvé des décorations en céramiques de couleur bleu égyptien et des décorations en stuc. 
Le fût est quant à lui orné de motifs hazabarf, art décoratif persan utilisant une alternance de tuiles vernissées et de briques pour créer des motifs géométriques.